# Jardiner de Lady Macgregor
El jardiner de Lady Macgregor (Amblyornis macgregoriae) és una espècie d'ocell de la família dels ptilonorínquids (Ptilonorhynchidae). Habita la selva humida de les muntanyes de Nova Guinea.